# I Forgot the Title
I Forgot the Title este un EP al cântăreții și producătoarei japoneze Tujiko Noriko, lansat în 2002. Conține cinci piese care au deja apărut la albumul Keshou To Heitai din 2000.

## Lista pieselor
Toate piesele scrise de către Tujiko Noriko. 
| 1. | „Anti Newton”                                | 4:12 |
| 2. | „Pop Skirt”                                  | 4:14 |
| 3. | „I Love You”                                 | 2:11 |
| 4. | „A's Traveling”                              | 4:20 |
| 5. | „Robot Hero (live din Rhiz, 23 august 2001)” | 5:15 |